# 四刀辉彰
四刀辉彰（1984年7月27日—），本名黎筱濛，中国配音演员，北斗企鹅工作室配音成员，其艺名出自漫画《午夜的太阳》。为《十万个冷笑话》《机器人历险记》《从前有座灵剑山》等动画配音，亦为《幻想神域》等网游献声。

## 配音作品
主要角色以粗体显示。

### 动画

#### 2010年
- 乌啼——《夏桥街》

#### 2012年
- 夫人、电脑系统、女娲——《十万个冷笑话》

#### 2013年
- 记者、不天王、女教师、要香蕉的小猴、主播、老师、女娲——《十万个冷笑话 第二季》
- 小惠——《尸兄》
- 蓝孔雀——《精灵梦叶罗丽》

#### 2015年
- 小惠————《我叫白小飞》
- 妙成天、玄净天————《画江湖之不良人》
- 女丧尸、嫦娥、年轻的郭夫人————《十万个冷笑话 第三季》
- 监视者、刘伊雅、系统广播(女声)————《端脑》
- 路人女、新闻播报————《雏蜂》
- 沙狐秘书————《狐妖小红娘》
- 莎莉————《诡水疑云》

#### 2016年
- 诺拉————《绝地十日》
- 王舞————《从前有座灵剑山》
- 夏铃————《镇魂街》
- 端木寺芸————《灵契》
- 铁雨薇、小美姐————《生死回放》
- 妙成天、玄净天————《画江湖之不良人 第二季》
- 画皮鬼——《画江湖之杯莫停》
- 艾琳——《龙心战纪》

#### 2017年
- 金倩倩————《理想禁区》
- 黑胖————《菊叔5岁画》
- 王舞————《从前有座灵剑山》第二季
- 肖雨婷————《墓王之王寒铁斗》
- 加纳————《画江湖之换世门生》
- 穆夕雨妈妈————《我是江小白》
- 洋平————《甜甜私房猫 第三季》（日本）

#### 2018年
- 高铃、拉哥达————《超智能足球2 世界大赛篇》
- 于睿————《剑网三·侠肝义胆沈剑心》
- 妙成天、玄净天————《画江湖之不良人 第三季》
- 穆夕雨妈妈———《我是江小白：世界上的另一个我》小剧场、第二季
- 周漪————《斗罗大陆2绝世唐门》（动态漫画）
- 开心妈妈————《快把我哥带走2》
- 制药厂男孩、吕四娘——《山河社稷图》
- 制药厂男孩、吕四娘——《山河社稷图》
- 黄莺莺——《天才玩偶》

#### 2019年
- 夏铃————《镇魂街 第二季》
- 苏溪————《邪王追妻》
- 小森朋子————《名侦探柯南》（日本）
- 梵云飞秘书————《狐妖小红娘 尾生篇》

#### 2020年
- 希洛克、阿斯特罗斯————《地下城与勇士之逆转之轮》
- 春花、张婶————《百妖谱》
- 魅魔莎莎————《妖精种植手册》
- 堤咲绘、永濑绫子————《名侦探柯南》
- 秦玉————《元尊》（动态漫画）
- 大士妈妈————《非人哉》
- 王淑妃————《拾忆长安·明月几时有》

### 动画电影

#### 2023年
- 野比大雄————（日本）

#### 2020年
- 奶奶————《未來的未來》（日本）
- 武藏————《宝可梦：超梦的逆袭 进化》（日本）

#### 2017年
- 野比大雄、亚米提姆————《哆啦A梦：大雄的南极冰冰凉大冒险》（日本）
- 武藏————《宝可梦：波尔凯尼恩与机巧的玛机雅娜》（日本）
- 买了竹蜻蜓的人————《十万个冷笑话 剧场版》

#### 2016年
- 朱蒂·斯泰琳————《名侦探柯南：纯黑的噩梦》（日本）
- 野比大雄————《哆啦A梦：新大雄的日本诞生》（日本）
- 奥獭顿夫人————《疯狂动物城》（美国）

#### 2015年
- 天天————《火影忍者剧场版：慕留人》（日本）
- 血燕子————《王子与108煞》

#### 2011年
- 千草香织、远野夏树、水田香奈、司仪、记者————《名侦探柯南：沉默的15分钟》（日本）

### 游戏

#### 2014年
- 绫叁————《血族》

#### 2015年
- T1重坦、T54、野蜂————《装甲少女》

#### 2016年
- 李白————《山海计划》
- 潜伏型希亚、新春型希亚————《乖离性百万亚瑟王》

#### 2017年
- 苏妲己————《封神召唤师》

#### 2018年
- 练师————《真·三国无双8》

#### 时期未定
- 阿德琳·贝尔————《终焉誓约》

### 广播剧
- 康敏敏————《入睡指南》
- 秦夫人————《魔道祖师》
- 蓝姬————《帝王攻略》

### 特摄剧
2020年
- 佐佐木可奈————《泰迦奥特曼剧场版：新生代之巅》